# Dendrelaphis terrificus
Espèce
Synonymes
- Dendrophis terrificus Peters, 1872
- Dendrelaphis caudolineatus terrificus (Peters, 1872)

Dendrelaphis terrificus est une espèce de serpents de la famille des Colubridae.

## Répartition
Cette espèce est endémique de Sulawesi en Indonésie.

## Publication originale
- Peters, 1872 : Mittheilung über einige von Hrn. Dr. A.B. Meyer bei Gorontalo und auf den Togian-Inseln gesammelte Amphibien. Monatsberichte der Königlichen Preussischen Akademie der Wissenschaften zu Berlin, vol. 1872, p. 581-585 (texte intégral).